# Indie na Letnich Igrzyskach Olimpijskich 2000
Indie na Letnich Igrzyskach Olimpijskich 2000 reprezentowało 65 zawodników, 44 mężczyzn i 21 kobiet.

## Zdobyte medale
| Medal | Zawodnik          | Dyscyplina           | Konkurencja               |
| ----- | ----------------- | -------------------- | ------------------------- |
| Brąz  | Karnam Malleswari | Podnoszenie ciężarów | Kategoria do 69 kg kobiet |